# Campeonato Europeo Sub-18 1982
El Campeonato Europeo Sub-18 1982 se llevó a cabo en Finlandia del 21 al 30 de mayo y contó con la participación de 16 selecciones juveniles de Europa procedentes de una fase de clasificación.
Escocia venció en la final a Checoslovaquia para conseguir su primer título de la categoría en esta edición válida como la eliminatoria europea a la Copa Mundial de Fútbol Sub-20 de 1983.

## Eliminatoria

### Fase de grupos
| País             | J | G | E | P | GF | GC | GD  | Pts |
| ---------------- | - | - | - | - | -- | -- | --- | --- |
| Alemania Federal | 4 | 4 | 0 | 0 | 11 | 0  | +11 | 8   |
| Francia          | 4 | 2 | 0 | 2 | 10 | 5  | +5  | 4   |
| Luxemburgo       | 4 | 0 | 0 | 4 | 2  | 18 | –16 | 0   |

|  | Francia          | 0–2 | Alemania Federal |
|  | Luxemburgo       | 2–4 | Francia          |
|  | Francia          | 6–0 | Luxemburgo       |
|  | Luxemburgo       | 0–5 | Alemania Federal |
|  | Alemania Federal | 1–0 | Francia          |
|  | Alemania Federal | 3–0 | Luxemburgo       |

### Eliminación Directa
| Equipo 1          | Agr.       | Equipo 2        | Ida | Vuelta |
| ----------------- | ---------- | --------------- | --- | ------ |
| Gales             | 2–2 (3–4p) | Países Bajos    | 1–1 | 1–1    |
| Irlanda del Norte | 1–2        | Irlanda         | 1–0 | 0–2    |
| Islandia          | 3–4        | Bélgica         | 2–2 | 1–2    |
| Escocia           | 3–2        | Inglaterra      | 1–0 | 2–2    |
| Polonia           | 2–1        | Suecia          | 2–1 | 0–0    |
| Dinamarca         | 0–3        | Checoslovaquia  | 0–0 | 0–3    |
| Noruega           | 0–3        | Unión Soviética | 0–2 | 0–1    |
| Austria           | 3–2        | Italia          | 0–1 | 3–1    |
| Malta             | 0–5        | España          | 0–0 | 0–5    |
| Portugal          | 2–1        | Suiza           | 1–0 | 1–1    |
| Grecia            | 1–2        | Hungría         | 1–1 | 0–1    |
| Rumania           | 2–4        | Bulgaria        | 2–2 | 0–2    |
| Albania           | 4–2        | Chipre          | 4–0 | 0–2    |
| Turquía           | 0–0 (3–2p) | Yugoslavia      | 0–0 | 0–0    |

## Clasificados
| - Albania - Austria - Bélgica - Bulgaria | - Checoslovaquia - Finlandia (anfitrión) - Alemania Federal - Hungría | - Países Bajos - Polonia - Portugal - Irlanda | - Escocia - Unión Soviética - España - Turquía |

## Fase de grupos

### Grupo A
| País             | J | G | E | P | GF | GC | GD | Pts |
| ---------------- | - | - | - | - | -- | -- | -- | --- |
| Unión Soviética  | 3 | 3 | 0 | 0 | 7  | 1  | +6 | 6   |
| Austria          | 3 | 2 | 0 | 1 | 9  | 7  | +2 | 4   |
| Alemania Federal | 3 | 1 | 0 | 2 | 2  | 5  | –3 | 2   |
| Irlanda          | 3 | 0 | 0 | 3 | 2  | 7  | –5 | 0   |

| 21 de mayo | Alemania Federal | 1–0 | Irlanda          |
|            | Unión Soviética  | 4–1 | Austria          |
| 23 de mayo | Austria          | 4–1 | Alemania Federal |
|            | Irlanda          | 0-2 | Unión Soviética  |
| 25 de mayo | Unión Soviética  | 1–0 | Alemania Federal |
|            | Austria          | 4–2 | Irlanda          |

### Grupo B
| País     | J | G | E | P | GF | GC | GD | Pts |
| -------- | - | - | - | - | -- | -- | -- | --- |
| Polonia  | 3 | 2 | 1 | 0 | 2  | 0  | +2 | 5   |
| Bélgica  | 3 | 2 | 0 | 1 | 4  | 2  | +2 | 4   |
| Bulgaria | 3 | 1 | 1 | 1 | 2  | 2  | 0  | 3   |
| España   | 3 | 0 | 0 | 3 | 2  | 6  | –4 | 0   |

| 21 de mayo | Bulgaria | 2–1 | España   |
|            | Polonia  | 1–0 | Bélgica  |
| 23 de mayo | España   | 0-1 | Polonia  |
|            | Bélgica  | 1–0 | Bulgaria |
| 25 de mayo | España   | 1-3 | Bélgica  |
|            | Bulgaria | 0–0 | Polonia  |

### Grupo C
| País           | J | G | E | P | GF | GC | GD | Pts |
| -------------- | - | - | - | - | -- | -- | -- | --- |
| Checoslovaquia | 3 | 2 | 1 | 0 | 4  | 1  | +3 | 5   |
| Portugal       | 3 | 1 | 2 | 0 | 4  | 3  | +1 | 4   |
| Finlandia      | 3 | 1 | 1 | 1 | 5  | 5  | 0  | 3   |
| Hungría        | 3 | 0 | 0 | 3 | 3  | 7  | –4 | 0   |

| 21 de mayo | Checoslovaquia | 2–1 | Finlandia      |
|            | Hungría        | 1-2 | Portugal       |
| 23 de mayo | Finlandia      | 3–2 | Hungría        |
|            | Portugal       | 1–1 | Checoslovaquia |
| 25 de mayo | Portugal       | 1–1 | Finlandia      |
|            | Checoslovaquia | 2–0 | Hungría        |

### Grupo D
| País         | J | G | E | P | GF | GC | GD | Pts |
| ------------ | - | - | - | - | -- | -- | -- | --- |
| Escocia      | 3 | 2 | 1 | 0 | 6  | 1  | +5 | 5   |
| Países Bajos | 3 | 2 | 1 | 0 | 7  | 3  | +4 | 5   |
| Turquía      | 3 | 0 | 1 | 2 | 2  | 6  | –4 | 1   |
| Albania      | 3 | 0 | 1 | 2 | 2  | 7  | –5 | 1   |

| 21 de mayo | Albania      | 0-3 | Escocia      |
|            | Países Bajos | 3–1 | Turquía      |
| 23 de mayo | Escocia      | 2–0 | Turquía      |
|            | Países Bajos | 3–1 | Albania      |
| 25 de mayo | Escocia      | 1–1 | Países Bajos |
|            | Turquía      | 1–1 | Albania      |

## Fase Final
|  | Semifinales             | Semifinales       |   |                      | Final                | Final |  |
|  |                         |                   |   |                      |                      |       |  |
|  |                         |                   |   |                      |                      |       |  |
|  | Hämeenlinna, 28 de mayo |                   |   |                      |                      |       |  |
|  | Unión Soviética         | 0                 |   |                      |                      |       |  |
|  | Checoslovaquia          | 1                 |   |                      |                      |       |  |
|  |                         |                   |   |                      |                      |       |  |
|  |                         |                   |   |                      | Helsinki, 30 de mayo |       |  |
|  |                         |                   |   |                      | Checoslovaquia       | 1     |  |
|  |                         | Escocia           | 3 |                      |                      |       |  |
|  |                         |                   |   |                      |                      |       |  |
|  |                         |                   |   |                      |                      |       |  |
|  |                         |                   |   |                      | Tercer lugar         |       |  |
|  | Lahti, 28 de mayo       | Lahti, 28 de mayo |   | Helsinki, 30 de mayo | Helsinki, 30 de mayo |       |  |
|  | Escocia                 | 2                 |   | Unión Soviética      | 3                    |       |  |
|  | Polonia                 | 0                 |   |                      | Polonia              | 1     |  |

## Campeón
| Eurocopa Sub-18 1982 |
| -------------------- |
| Bandera de Escocia   |
| Escocia 1º Título    |

## Clasificados al Mundial Sub-20
| - Austria - Checoslovaquia | - Escocia - Países Bajos | - Polonia - Unión Soviética |